# لين ر. وليامز
لين ر. وليامز هو نقابي كندي، ولد في 21 يوليو 1924، وتوفي في 4 مايو 2014 في تورونتو في كندا.